# Chapelle de Gicqueleau
La chapelle de Gicqueleau ou Guicquelleau ou Guiquelleau est située sur la commune du Folgoët. Elle constitue un carrefour avec les communes avoisinantes : Saint-Frégant, Kernoues. Elle est inscrite à l'inventaire des monuments historiques depuis 1975.

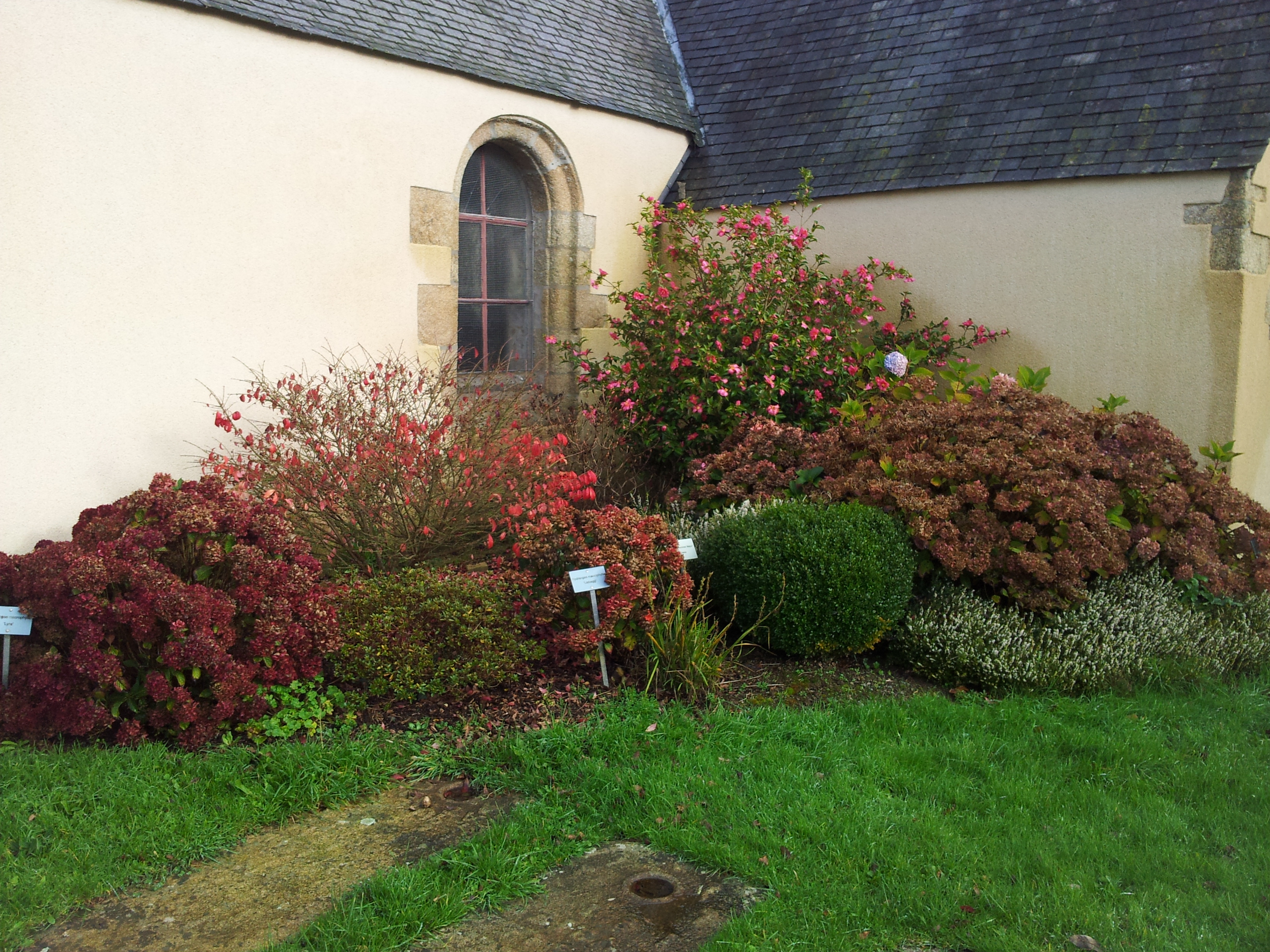
Décor fleuri variable suivant les saisons

## Histoire

### Saint Vellé
Saint Vellé, dit aussi saint Quelleau, serait un ermite venu du Pays de Galles au Ve siècle ou au VIe siècle, faisant partie de ces nombreux saints bretons non reconnus officiellement par l'Église catholique, et qui aurait vécu dans le vallon voisin de Toulran. Il aurait construit une première chapelle sur le site actuel. Il est invoqué contre les maux de tête.
Un vitrail représentant le saint est visible dans la basilique du Folgoët.

### Construction

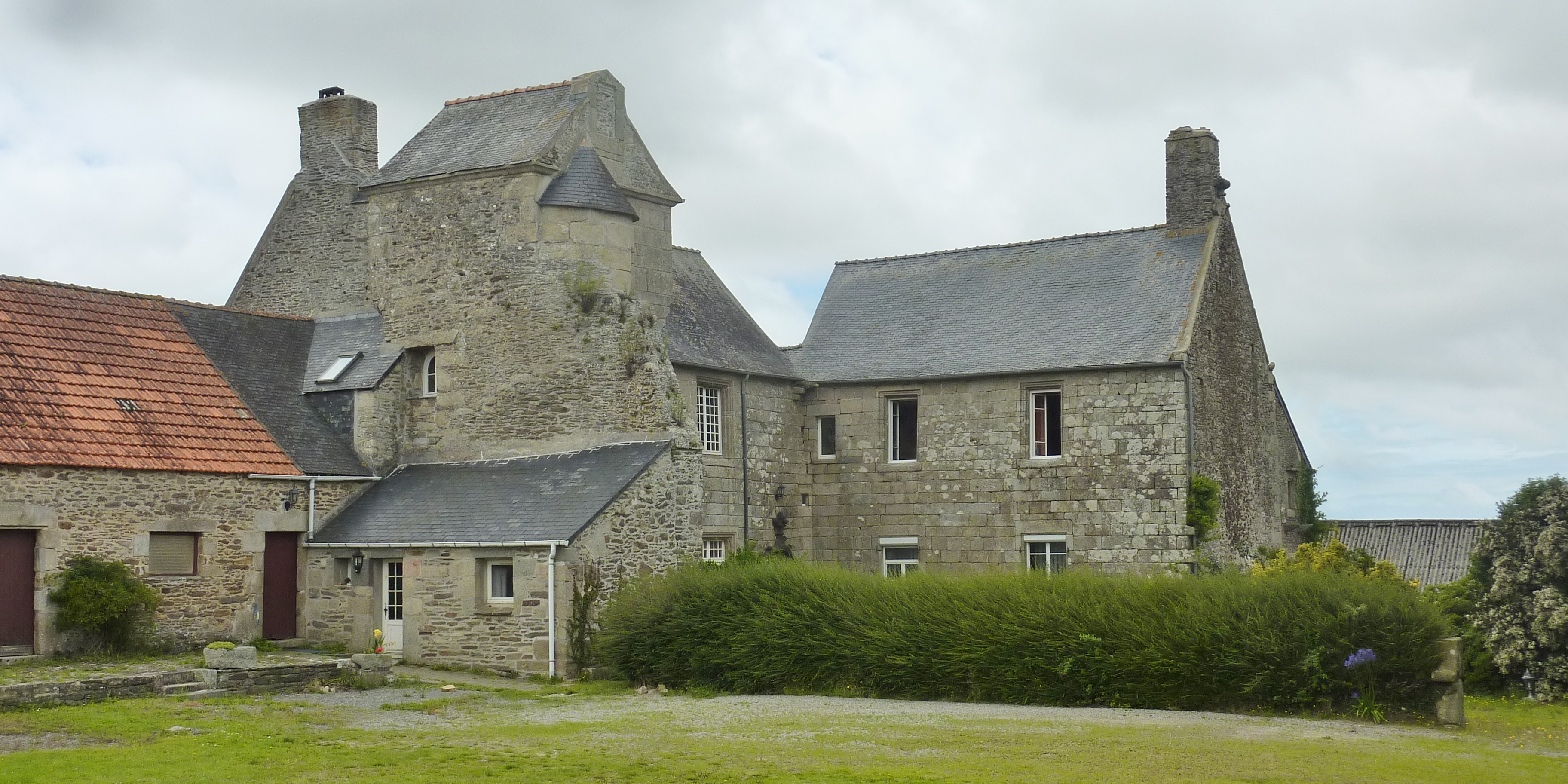
Le manoir de Guicquelleau (XV)

La chapelle actuelle, qui aurait remplacé une chapelle antérieure construite au IXe siècle ou au Xe siècle, fut édifiée entre le XVIe siècle et le XVIIIe siècle en tant que chapelle privative du manoir de Guicquelleau.

### Siège temporaire de paroisse en 1530
L'ancienne église de la paroisse d'Elestrec ayant été abattue par la foudre, les paroissiens s'établirent, vers 1530, dans l'église de Saint-Vellé, à Guicquelleau, qui servit désormais d'église paroissiale. La paroisse prit alors le nom de Guicquelleau, le nom provenant du breton guik signifiant "bourg" et de gwelleo ("saint Vellé" en breton).

### Réparation en 1675
En 1675 on modifia de manière importante la chapelle, surmontée d'un clocheton à dôme et à lanternon avec cimetière, ossuaire, mur d'enclos bordé d'un presbytère.

### La paroisse de Guiquelleau en 1778
Jean-Baptiste Ogée décrit ainsi la paroisse de Guiquelleau en 1778 : 

« Guiquelleau, ou Ellestrec, à six lieues et demie à l'ouest-sud-ouest de Saint-Pol-de-Léon, son évêché, à 44 lieues de Rennes et à deux-tiers de lieue de Lesneven, sa subdélégation et son ressort. Cette paroisse, dont la cure est présentée par l'Évêque, compte 900 communiants. Le Roi en est le seigneur primitif et y possède plusieurs fiefs. Son territoire est fertile en grains de toutes espèces et embelli de coteaux entre lesquels sont de petites prairies ; les landes y sont rares. Le Folgoët est situé dans ce territoire. »

### Création de la commune temporaire
En 1790, Guicquelleau est érigé en commune. Une petite école est ouverte en face de la chapelle.

### Transfert de la paroisse en 1826
En 1826, cette église étant trop petite pour pouvoir accueillir tous les fidèles, on décida le transfert du culte dans la basilique Notre-Dame-du-Folgoët, dont la paroisse prit le nom en 1829 (ordonnance royale du 23 août 1829).

### Utilisation par les Allemands en 1944[6]
En 1944, les Allemands avaient installé dans la chapelle un petit hôpital d'une vingtaine de lits et des graffitis, certains licencieux, profanèrent les murs de la chapelle. Un "pardon de réconciliation" fut organisé le 24 juin 1944 par le recteur du Folgoët, Charles Guéguen, après le départ des Allemands.

### Restaurée en 1986
Restauration par l'association Les Amis du Folgoët.

### Mur d'enceinte conforté en 2013
À la suite de fortes pluies, et pour éviter l'effondrement du talus, la commune du Folgoët ont reconstruit le mur de l'enclos donnant sur la route. Les amis du Folgoët ont installé un garde-corps.

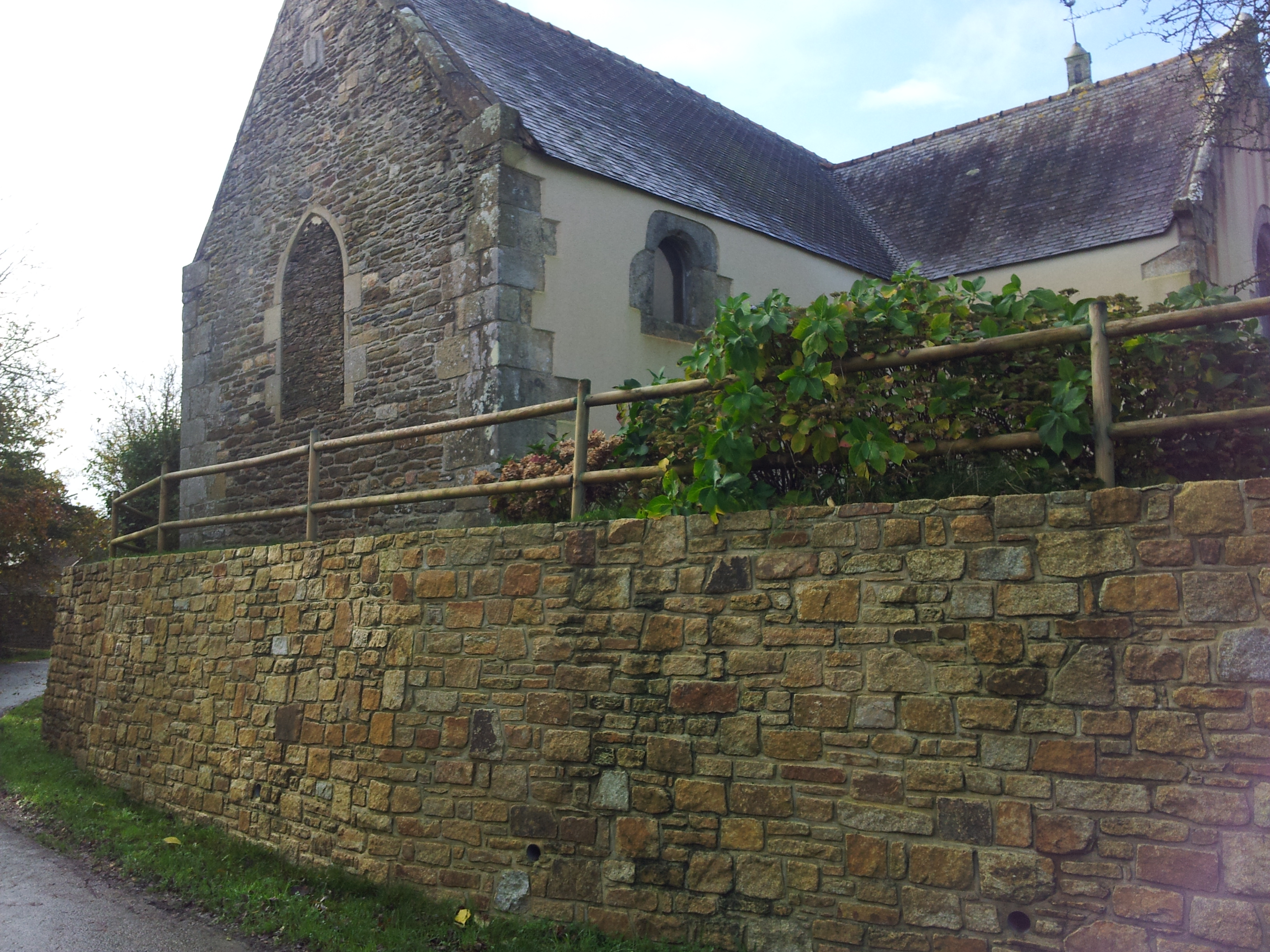
Mur d'enceinte de la chapelle de Guiquelleau, Le Folgoet, France

## Structure

### Bâtiment
La chapelle possède un clocher à deux chambres, amortie par un lanternon.

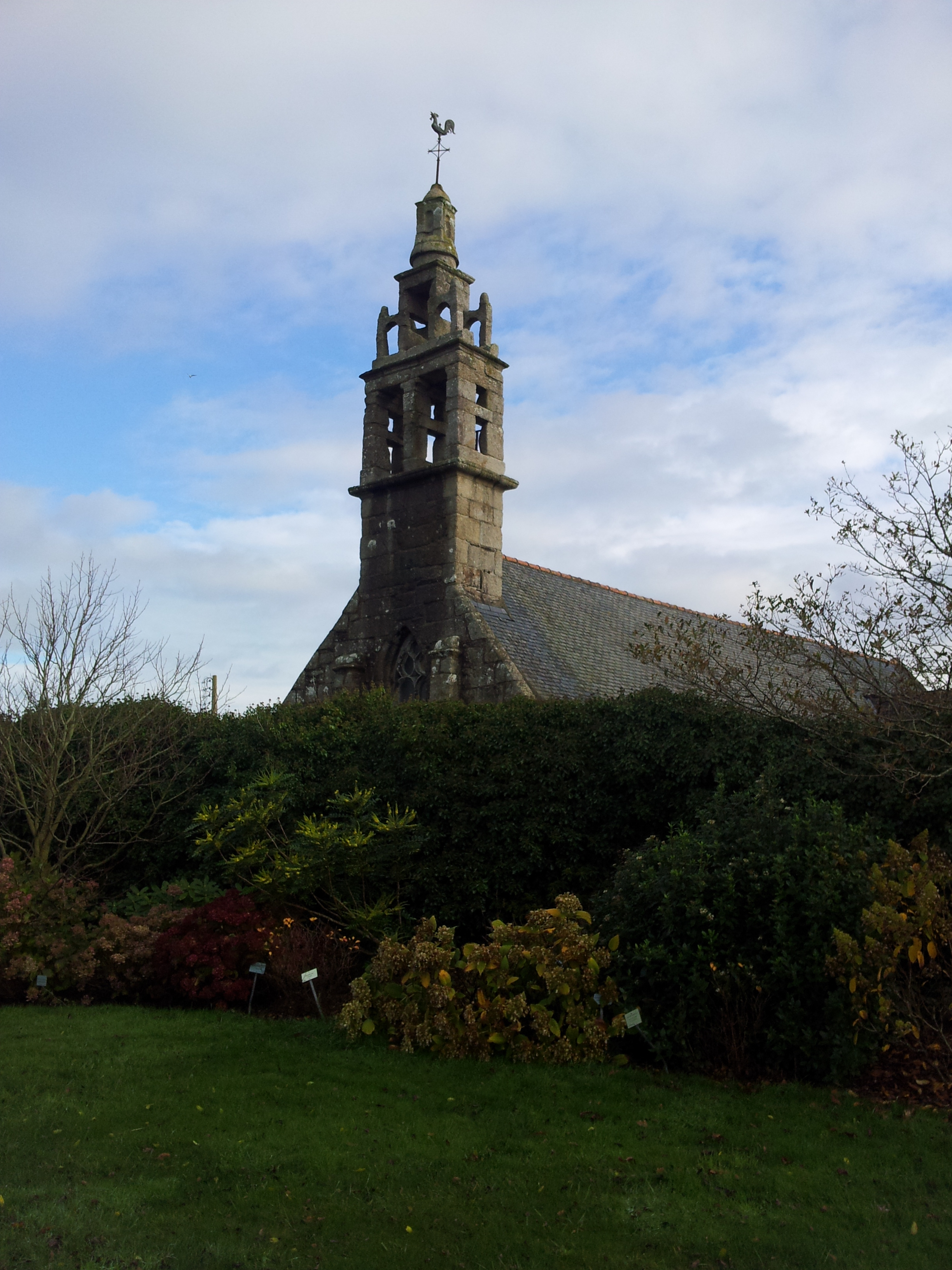
Clocheton de la chapelle de Guiquelleau, Le Folgoët, France

Le blason est celui de la famille du manoir : Marc'hec, seigneur de Guicquelleau, paroisse d'Elestrec. D’azur à trois quintefeuilles d’or. Jean se trouve mentionné entre les nobles d'Elestrec.

### Calvaire[9]
Cette croix, en granit monolithique, date du Moyen Âge. Elle surplombe un socle hexagonal à cinq degrés.

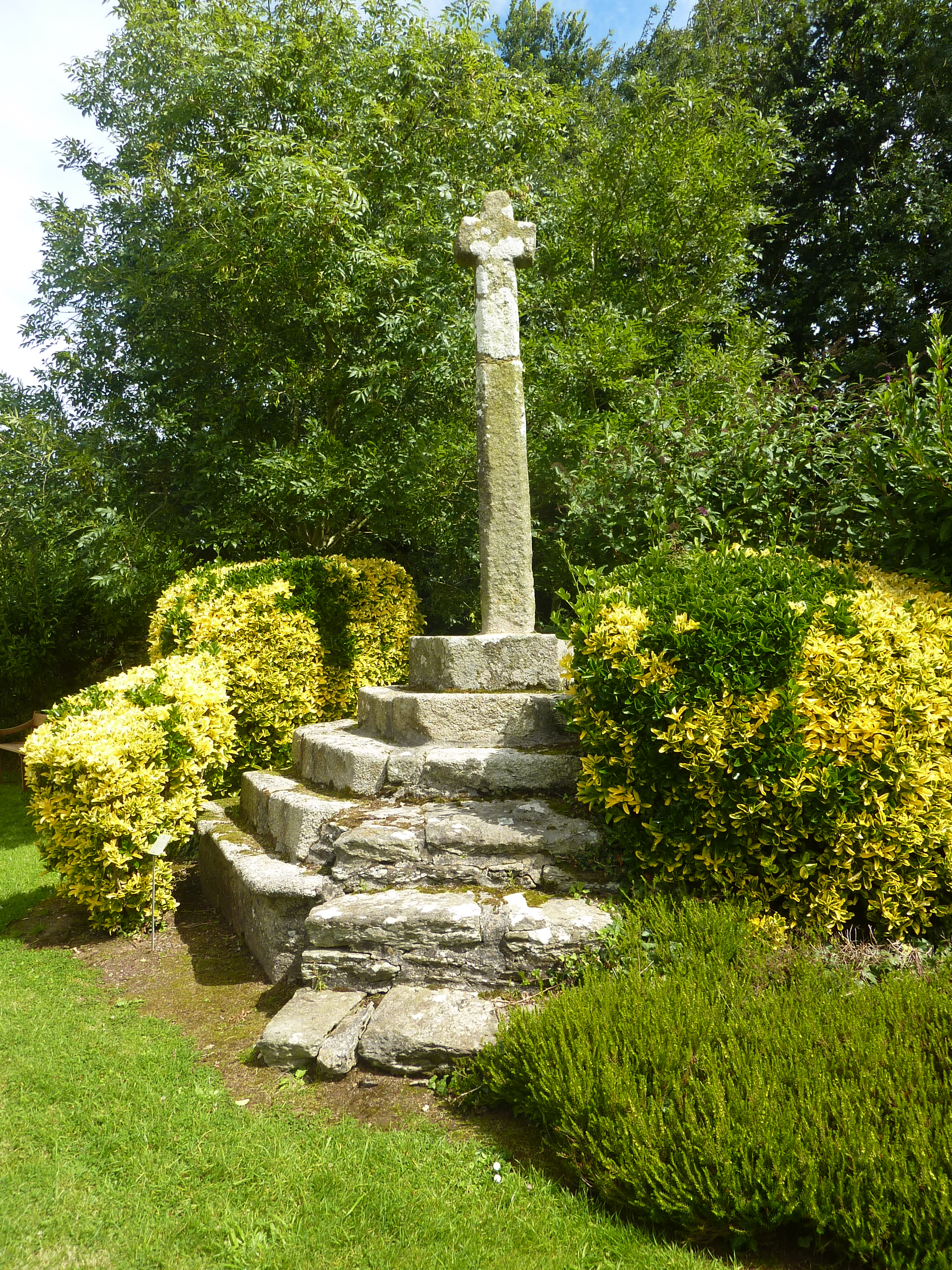
Calvaire de la chapelle de Guiqueleau, Le Folgoët, France

### Tombes
Plusieurs membres de la famille Marec'h, seigneurs de Guiquelleau, y sont enterrés. D'autres sépultures demeurent anonymes.

### Stèles
Deux stèles hémisphériques sont placées à la base du muret qui entoure la chapelle.

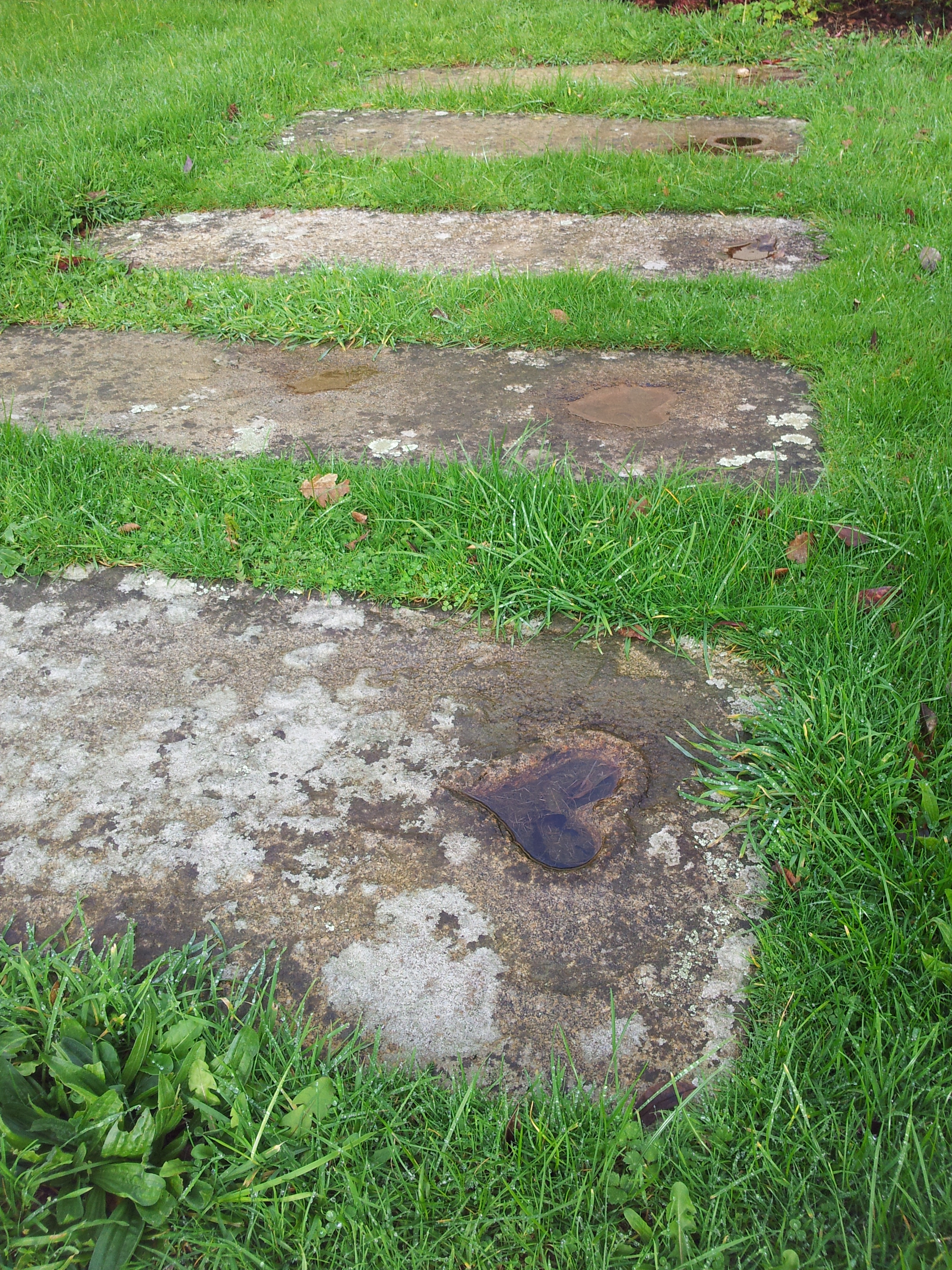
(Cimetière) Sépultures de la chapelle de Guiqueleau, Le Folgoet, France

### Décoration intérieure
La chapelle possède encore un maître-autel de style Louis XV avec des boules dorées ; un autre autel en pierre, autrefois décoré de roses et d’œillets ; des statues de sainte Marguerite et de saint Vellé posant sa main sur la tête d’un enfant.

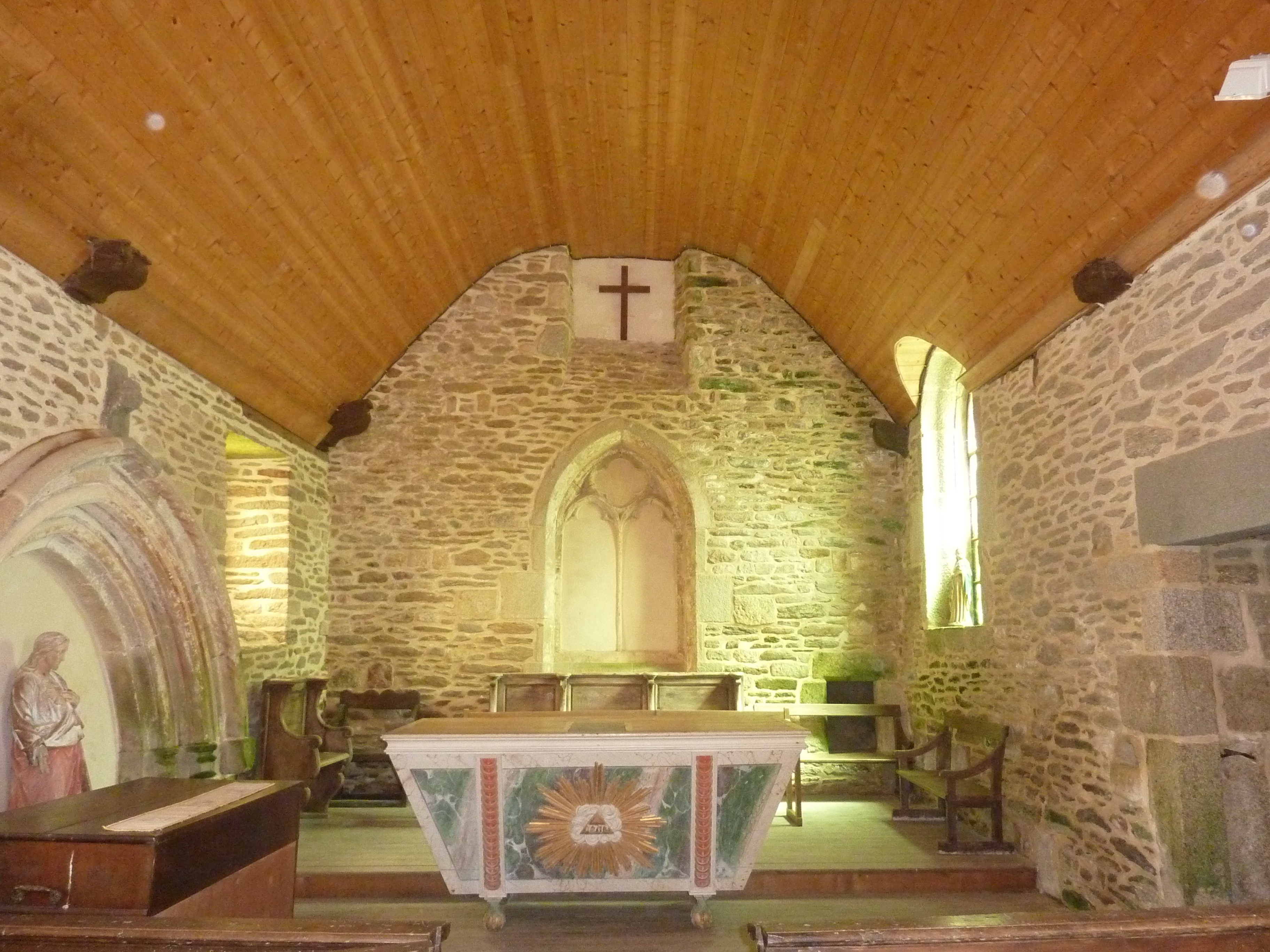
La chapelle de Guicquelleau, vue intérieure d'ensemble.
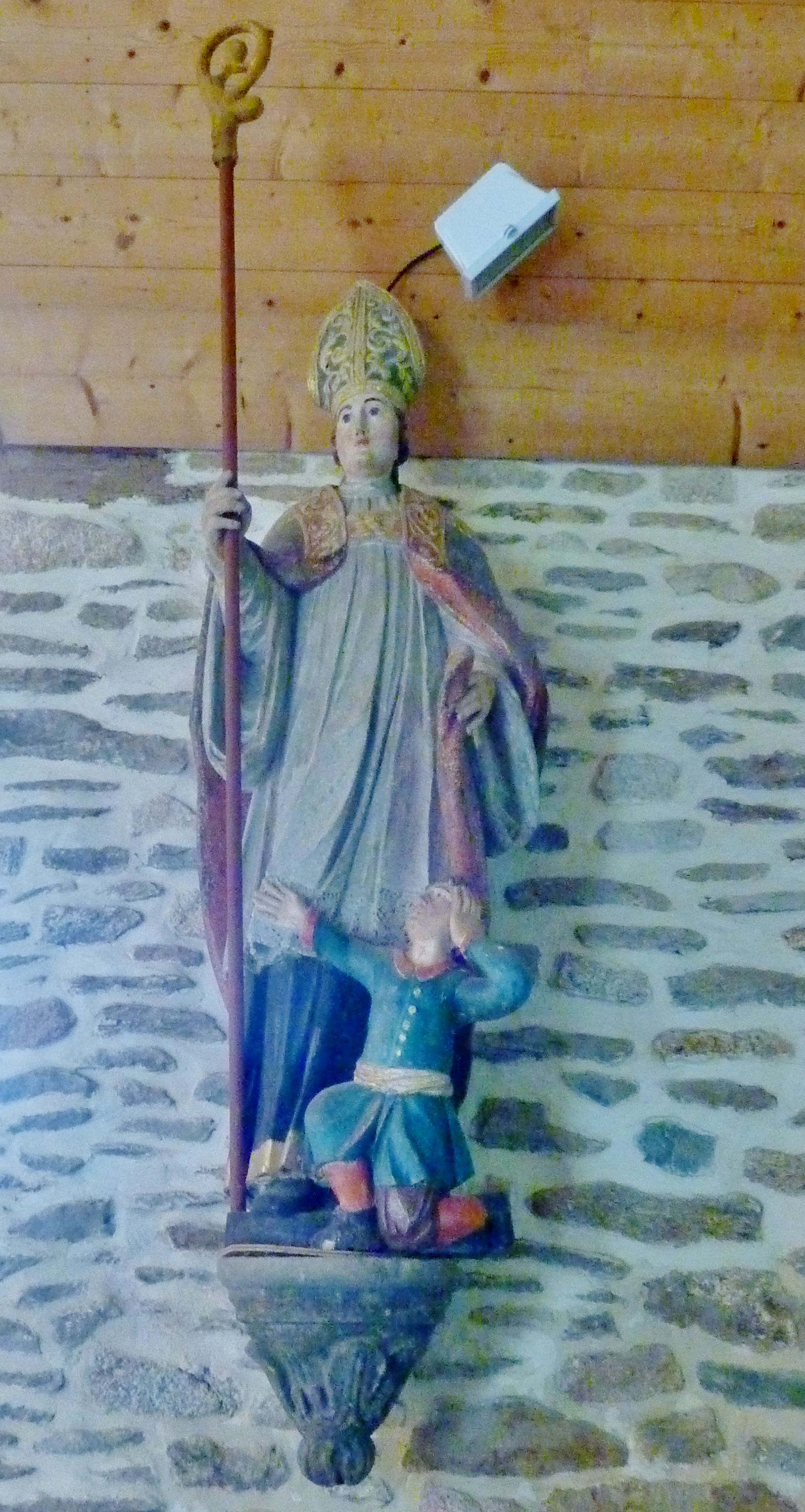
Chapelle de Guicquelleau, statue de saint Vellé.
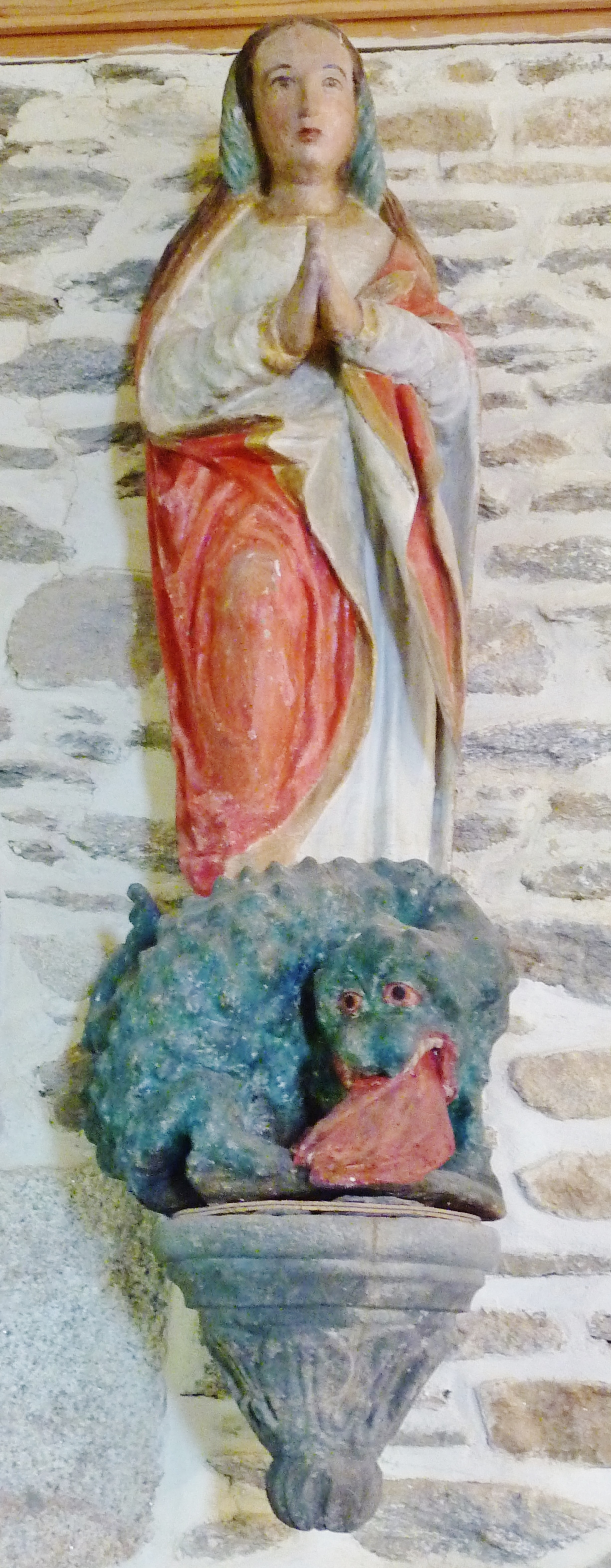
Chapelle de Guicquelleau, statue de sainte Marguerite.
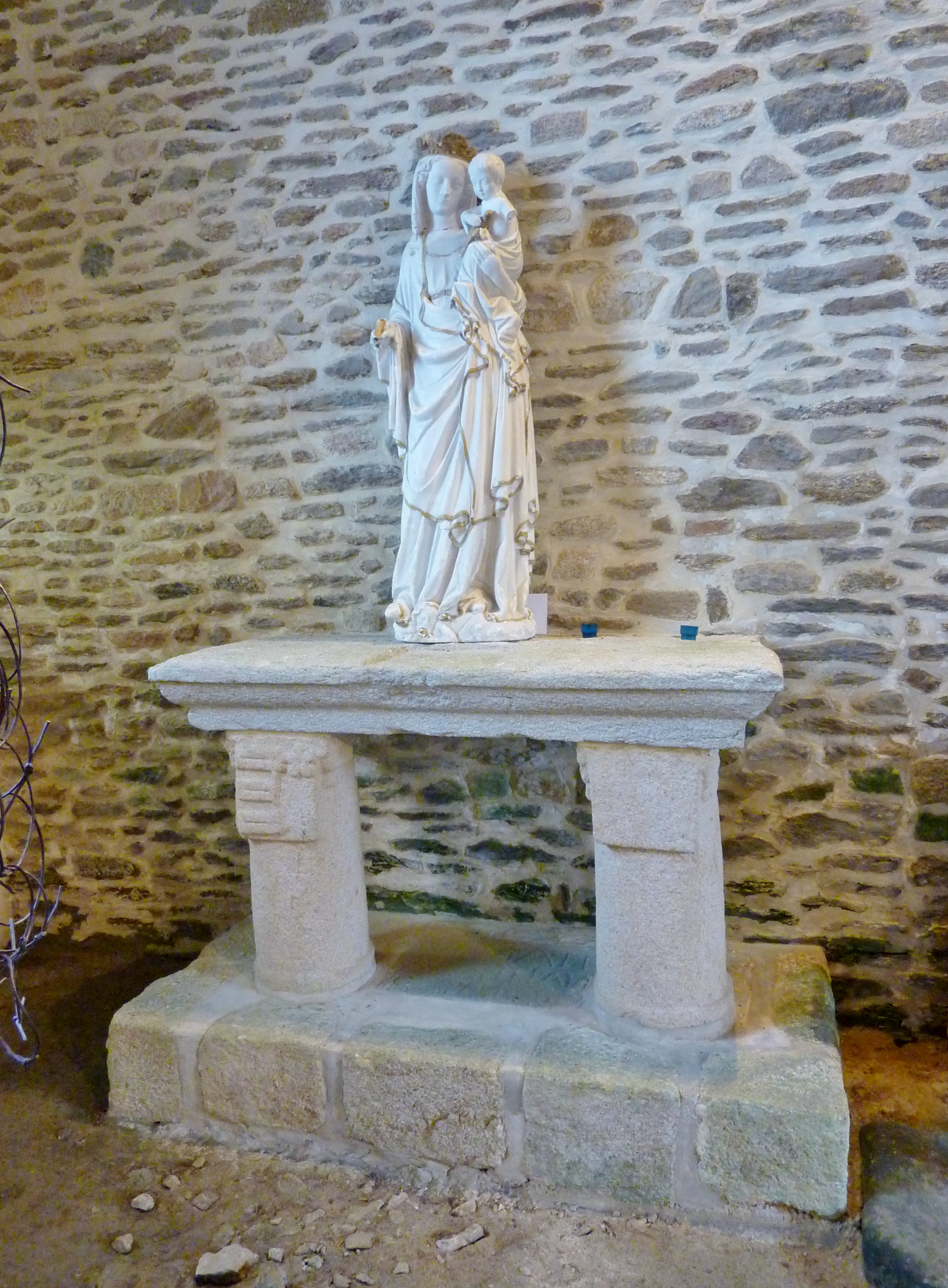
Chapelle de Guicquelleau, statue d'une Vierge à l'Enfant.

## Office religieux
Il n'y a plus de messe régulière.
Un pardon (procession avec bannières et bénédictions) y est organisé fin juin. La procession commence à la fontaine privée du manoir de Guiquelleau, et remonte vers la chapelle avec des cantiques. Suit une messe dans la chapelle sonorisée vers extérieur. La cloche sonne pour marquer la fin de l'office.
Pour la messe de carême, les croyants se donnent rendez vous à la chapelle pour marcher jusqu’à la basilique du Folgoët.

## Environnement
Autour de la chapelle, un jardin pédagogique a été planté. Chaque espèce est étiquetée. À chaque saison, il offre des couleurs et un paysage arboré unique. La chapelle est entourée de champs cultivés.

### Hydrangeas et Camélias
Les amis du Folgoët, ont participé à aménager le site en "Terre d'Hortensia".

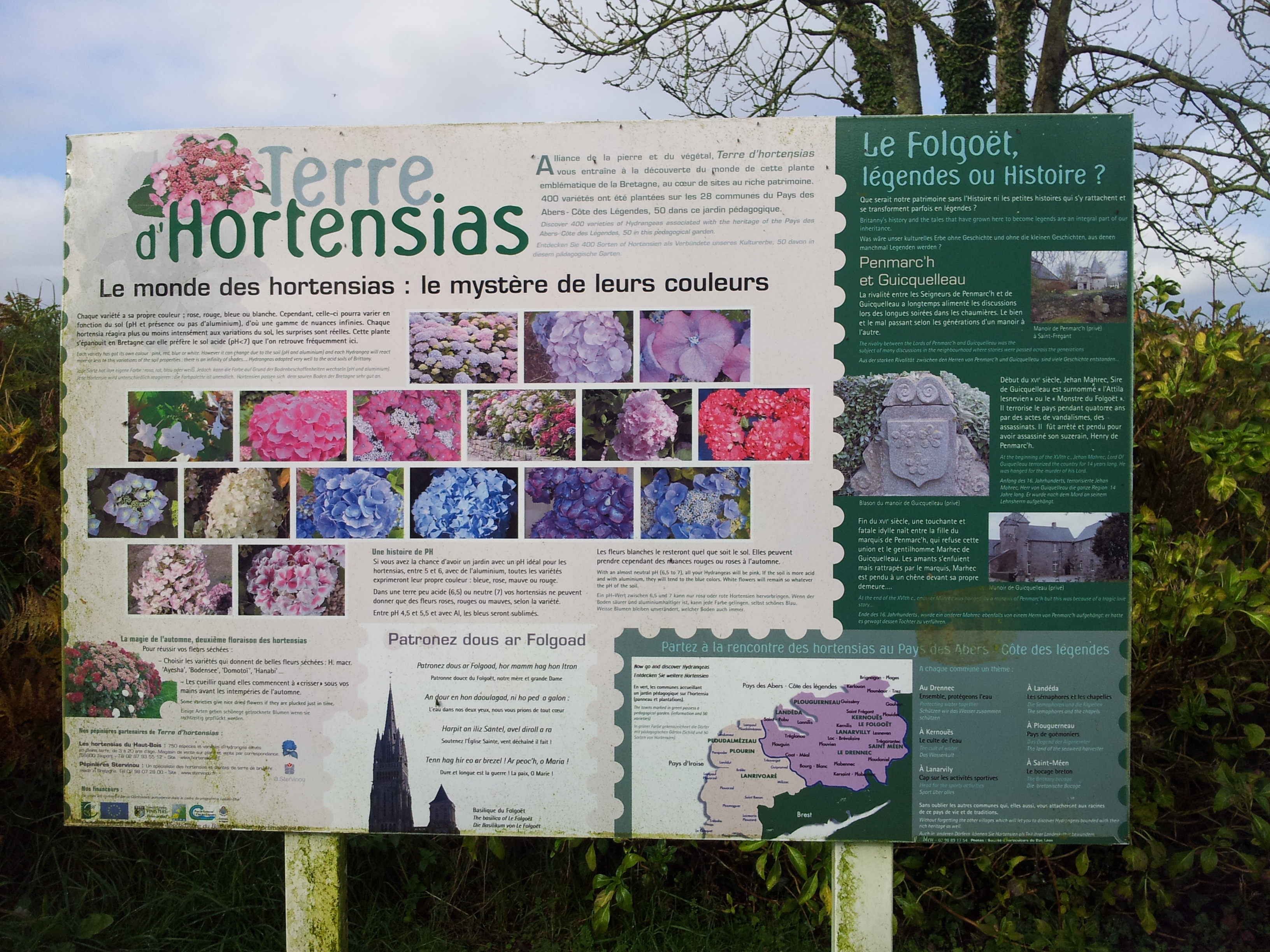
Panneau du jardin pédagogique Terre d'Hortensias de la chapelle de Guiquelleau, Le Folgoet, France

### Plantes indigènes
- Aubépine sauvage [alba spina] (fleurit en mai)
- Frênes [fraxinus excelsior]

## Tourisme et exposition
Chaque été, l'association Arz e chapeliou bro leon (en breton : L'art dans les chapelles du pays du Léon) propose à des artistes confirmés ou débutants d'exposer leurs œuvres dans la chapelle. La visite est gratuite et guidée. Fermeture le mardi.

### Randonnée
Des chemins accessibles à pied ou en VTT ou à cheval permettent de découvrir des sites naturels (le long du ruisseau dans le bassin versant du Quillimadec ou en sous bois) ou de patrimoine (anciens moulins).

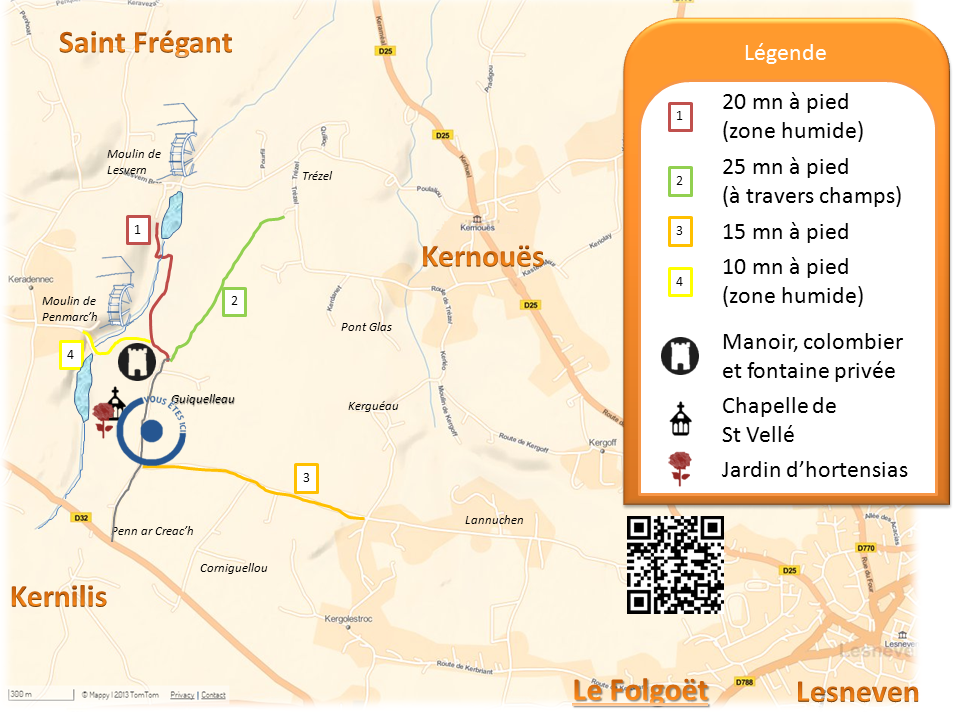
Circuit de promenade à partir de la chapelle de Guiquelleau, Le Folgoet.

La Manche et le site de Ménéham sont à 16 km vers le nord.

### Loisirs
Un dimanche de juin à l'issue du pardon, après un repas convivial de Kig ha Farz, des parties de pétanque et de dominos sont organisées par les amis du Folgoët.

## Accès
La chapelle est fermée à l'exception du jour du pardon et de la période des expositions.
L'accès est possible en voiture.